# Каїнатний рецептор
Каїнатний рецептор (KAR) - іонотропний рецептор глутамату, що селективно активується агоністом - каїновою кислотою. Має дещо менше поширення в головному мозку і є менш вивченим у порівнянні з АМРА і NMDA-рецепторами.

## Структура
Складається з чотирьох субодиниць, схожих із субодиницями AMPA і NMDA-рецепторів. Всього відомо 5 типів цих субодиниць: GluR5, GluR6, GluR7, KA1 і KA2. Вони можуть по різному організовуватись в тетрамер, але якщо GluR5-7-субодиниці можуть утворювати гомомерний рецептор (який складається, наприклад, тільки з GluR5 субодиниць), то KA1 і KA2 формують функціонуючі рецептори тільки разом з GluR5-7-субодиницями (гетеромерний рецептор).
Кожна субодиниця має свій сайт зв'язування. Також як і у інших глутаматних рецепторів, вона починається N-кінцевим позаклітинним доменом, який грає ключову роль у процесі складання рецептора і складається з 400 амінокислотних залишків. За ним йде сегмент зв'язування з нейромедіатором - S1, який переходить в перший трансмембранний сегмент M1. Наступний за ним M2-сегмент не проходить мембрану наскрізь, а згинаючись знову виходить з внутрішньоклітинної сторони мембрани. Він визначає проникність рецептора для іонів кальцію. Далі слідує трансмембранний сегмент М3, а за ним ще один сегмент зв'язування S2. M4 сегмент знову заводить білковий ланцюг в цитоплазму, де він закінчується С-кінцевим доменом. Таким чином М1-4 сегменти утворюють трансмембранний домен, а S1-2 - домен зв'язування нейромедіатора.

## Функції
Каїнатні рецептори утворюють іонні канали, проникні для іонів натрію і калію. Кількість натрію і калію, яка може проходити через канал в секунду (їх провідність) аналогічна каналам АМРА-рецептора. Тим не менш, наростання і спад постсинаптичних потенціалів породжених каїнатним рецептором відбувається повільніше, ніж для АМРА-рецептора. Проникність для кальцію зазвичай дуже невелика, але варіюється залежно від особливостей сегмента М2.
Каїнатні рецептори виявлені як на пресинаптичній так і на постсинаптичній мембрані. Їх роль у передачі сигналу в синапсах незначна. Скоріше за все вони відіграють певну роль у синаптичній пластичності, впливаючи на ймовірність відповіді постсинаптичної мембрани на стимуляцію. Активація каїнатних рецепторів пресинаптичної мембрани модулює випуск гальмівного нейромедіатора ГАМК. Цей ефект відбувається швидко і зберігається тривалий час. Існує думка, що пресинаптичні ефекти активації каїнатних рецепторів опосередковані через G-білок залежні механізми.
Каїнатні рецептори грають роль на позасинаптичних мембранах, зокрема аксонів. Активація цих позаінаптичних рецепторів призводить до полегшення виникнення потенціалів дії в гіпокампальних мохоподібних волокнах та інтернейронах.

## Антагоністи
- 6-ціано-7-нітрокіноксалін-2 ,3-діон (CNQX)
- 6,7-дінітрокіноксалін-2 ,3-діон (DNQX)
- Тезампанел
- Кінуренова кислота
- Етанол